# Julio Baylón
Julio Alberto Temístocles Baylon Aragonés (ur. 10 września 1950 w Pisco, zm. 9 lutego 2004 w Limie) – piłkarz peruwiański grający podczas kariery na pozycji napastnika.

## Kariera klubowa
Julio Baylón karierę piłkarską rozpoczął w 1966 roku w klubie Alianza Lima. W 1973 wyjechał do RFN do beniaminka Bundesligi. Po jednym sezonie pobytu w elicie Fortuna powróciła do 2. Bundesligi. W sezonie 1976/77 występował w występującym w tej samej klasie rozgrywkowej FC Homburg, po czym po roku powrócił do Fortuny. W 1978 wyjechał do USA do występującego w North American Soccer League Rochester Lancers. W 1980 Baylón zakończył karierę w wyniku rozwiązania Lancers.

## Kariera reprezentacyjna
W reprezentacji Peru Baylón zadebiutował 14 lipca 1968 w przegranym 3-4 towarzyskim meczu z Brazylią. W 1970 uczestniczył w Mistrzostwach Świata. Na turnieju w Meksyku Peru odpadło w ćwierćfinale, a Baylón wystąpił w dwóch meczach z Bułgarią oraz Brazylią.
Ostatni raz w reprezentacji wystąpił 25 października 1972 w przegranym 0-2 towarzyskim meczu z Argentyną.
Od 1968 do 1972 Baylón rozegrał w reprezentacji Peru 32 spotkania, w których zdobył 4 bramki.